# Neolarra orbiculata
Neolarra orbiculata är en biart som beskrevs av Shanks 1978. Neolarra orbiculata ingår i släktet Neolarra och familjen långtungebin. Inga underarter finns listade i Catalogue of Life.